# Auriculaceae
Famille
Les Auriculaceae sont une famille d'algues de l'embranchement des Bacillariophyta (Diatomées), de la classe des Bacillariophyceae et de l’ordre des Surirellales.

## Étymologie
Le nom de la famille vient du genre type Auricula, mot latin signifiant « oreille (considérée dans sa partie externe) », en référence à la forme de la diatomée.

## Liste des genres
Selon AlgaeBase (13 juin 2022) :
- Amphitrite Cleve ex Kuntze, 1891    nom. illeg.
- Auricula Castracane, 1873

## Systématique
Le nom correct complet (avec auteur) de ce taxon est Auriculaceae Hendey, 1964.

## Publication originale
- Hendey, N.I. (1964). An introductory account of the smaller algae of British coastal waters. Part V: Bacillariophyceae (diatoms).  pp. [i]-xxii, 1-317. London: Ministry of Agriculture, Fisheries and Food, Fishery Investigations. Her Majesty’s Stationery Office.